# 島原警察署
島原警察署（しまばらけいさつしょ Shimabara Police Station）は、長崎県にある長崎県警察が管轄する警察署の一つ。

## 沿革
- 1876年（明治9年） - 警察第三区大三出張所が設置。島原市・南高来郡一円を管轄。
- 1878年（明治11年）2月18日 - 「島原警察署」として独立。
- 1924年（大正13年）5月 - 島原市上野町1850番地に新庁舎が完成。
- 1926年（大正15年）7月 - 神代[1]分署・小浜分署・口之津分署が、それぞれ「神代警察署」[2]、「小浜警察署」[2]、「口之津警察署」[3]として独立。
- 1928年（昭和3年）- 有家分署が「有家警察署」として独立。
- 1948年（昭和23年）
  - 2月1日
    - 旧警察法により、旧庁舎に「国家地方警察南高地区警察署」が発足。
    - 自治体警察として「島原市警察署」、「小浜町警察署」、「加津佐町警察署」、「口之津警察署」、「有家町警察署」、「多以良町[4]警察署」が発足。

  - 9月22日 - 南高地区警察署が、南北に分割され「南高北地区警察署」と「南高南地区警察署」が発足。
- 1951年（昭和26年）10月 - 自治体警察の一部を廃止し、南高北地区警察署を「神代地区警察署」に、南高南地区警察署を「島原地区警察署」に改称。
- 1954年（昭和29年）7月1日 - 警察法改正に伴い、「長崎県警察島原警察署」が発足。
- 1959年（昭和34年）3月13日 - 鉄筋コンクリート造2階建ての新庁舎が完成。
- 1973年（昭和48年）8月25日 - 交通機動巡ら隊島原分駐小隊を併設。
- 1974年（昭和49年）9月1日 - 口之津警察署と有家警察署の統合により、旧・有家警察署の管轄区であった布津町が島原警察署に移管される。
- 1985年（昭和60年）9月13日 - 現在地に新庁舎が完成。
- 2006年（平成18年）- 南島原警察署へ布津地区・深江地区の所管区が移管される。[5]

## 組織[6]
- 署長（警視）

- 副署長（警部）
- 警務課
  - 警務係
  - 留置係
  - 看守第一係
  - 看守第二係
  - 看守第三係
- 会計課
  - 会計係
- 生活安全課
  - 生活安全係

- 地域課
  - 企画指導係
  - 地域第一係
  - 地域第二係
  - 地域第三係

- 刑事課
  - 捜査第一係
  - 捜査第二係
  - 鑑識係

- 交通課
  - 交通係

- 警備課
  - 警備係

## 交番
3か所。※（　　）は読みと所在地。
- 島原駅前交番（しまばらえきまえ、島原市片町582）---旧大手門交番（おおてもん）、2006年（平成18年）移転の上、島原駅前交番と改称。[7]
- 外港交番（がいこう、島原市下川尻町500-2）
- 有明交番（ありあけ、島原市有明町大三東乙40-6）---旧有明警察官駐在所、2007年（平成19年）に交番となった。

## 警察官駐在所
1か所。
- 安徳警察官駐在所（あんとく、島原市中安徳町丁693-2）

## 廃止された交番・駐在所
（　）は読みと所在地だった場所。---は廃止後に所管区が移された交番・駐在所を表す。
- 2006年（平成18年）
  - 広馬場交番（ひろばば、島原市津町383）---外港交番
  - 中木場警察官駐在所（なかこば、島原市大下町丙1050-1）---同上
- 2007年（平成19年）
  - 音無川交番（おとなしがわ、島原市崩山町6875）---島原駅前交番
  - 三会警察官駐在所（みえ、島原市中原町乙1556-6）---有明交番
  - 三之沢警察官駐在所（みつのさわ、島原市大三東甲2056-1）---同上

## 参考資料
- 「長崎県警察史」（1996年（平成8年）3月31日発行、長崎県警察）第10章 警察署の沿革 p.665～　島原警察署の沿革